# ТГМ10
ТГМ10 — опытные советские маневровые тепловозы с гидродинамической передачей и мощностью по дизелю 1200 л.с.

## Описание
Конец 1950-х — начало 1960-х гг. — период, когда бывшие паровозостроительные заводы перешли на выпуск тепловозов и пробовали внедрять различные решения в их конструкцию, с целью поиска наилучших вариантов. Одним из наиболее заметных стало создание ряда магистральных и маневровых тепловозов с гидравлической передачей вместо электрической, тяжёлой и относительно дорогой.
В 1961 году Брянский завод выпустил опытный шестиосный тепловоз с гидравлической передачей, которому присвоили обозначение ТГМ10-001. Тепловоз был во многом унифицирован с выпущенным за год до этого ТЭМ2. Так, применённый на ТГМ10 дизель ПД2 (производства Пензенского завода) имел самые незначительные отличия от применённого на ТЭМ2 дизеля ПД1. Вращающий момент передавался гидравлической передачей УГП 750—1200 производства Калужского завода, состоящей из двух гидротрансформаторов и гидромуфты и применявшейся серийно на маневровых тепловозах ТГМ3А Людиновского завода. От гидравлической передачи через раздаточные редукторы, карданные валы и осевые редукторы вращающий момент передавался движущим осям. Тележки по конструкции были схожи с тележками тепловоза ТЭМ2, но для размещения тяговой передачи были выполнены бесшкворневыми, а тяговые и тормозные усилия передавались через специальные опоры, по 4 на тележку.
В 1962 году был выпущен тепловоз № 002, а в 1964 году — № 003 и 004. В 1964—1965 гг эти три тепловоза поступили для работы в локомотивное депо Брянск-2 Московской железной дороги. В 1968 году в это же депо поступил и ТГМ10-001. За время эксплуатации тепловозы ТГМ10 не показали серьёзных преимуществ перед тепловозами ТЭМ1 и ТЭМ2. Все тепловозы ТГМ10 были исключены из инвентаря в начале 1970-х.